# Víctor Ullate
Víctor Ullate est un danseur espagnol né à Saragosse le 9 mai 1947.

## Biographie
Élève de María de Ávila et de Rosella Hightower, il est remarqué par Maurice Béjart qui l'engage au Ballet du XXe siècle en 1965. Il crée notamment le rôle d'Auguste dans Nijinski, clown de Dieu (1972).
De retour en Espagne en 1979, il fonde le Ballet Nacional Clásico qu'il dirige jusqu'en 1983, puis il se consacre à l'enseignement de la danse.
En 1988, il fonde le Victor Ullate Ballet dans la Communauté de Madrid.
En 1996, il reçoit la Médaille d'or du mérite des beaux-arts par le Ministère de l'Éducation, de la Culture et des Sports.